# Trichocera scutellata
Trichocera scutellata är en tvåvingeart som beskrevs av Thomas Say 1824. Trichocera scutellata ingår i släktet Trichocera och familjen vintermyggor.
Artens utbredningsområde är Minnesota. Inga underarter finns listade i Catalogue of Life.